# バッドウォーター

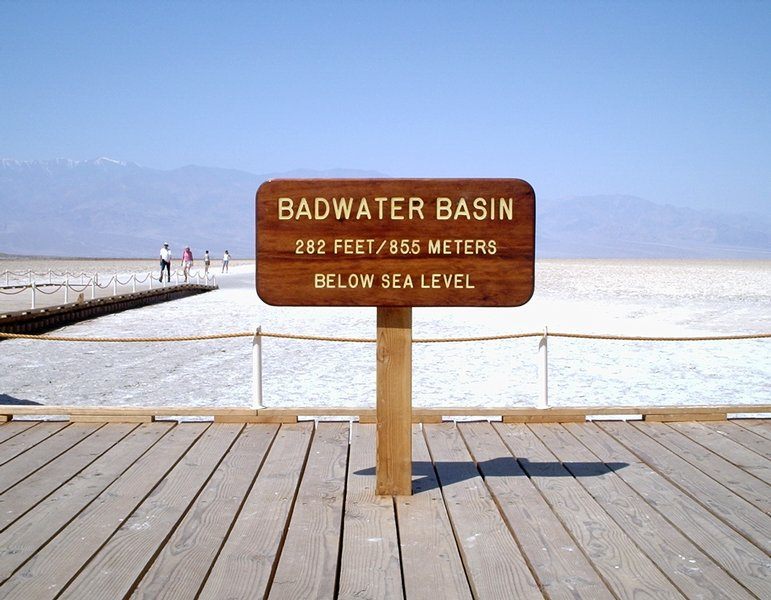
バッドウォーター盆地の標識

バッドウォーター (Badwater) は、アメリカ合衆国カリフォルニア州のデスヴァレーのデスヴァレー国立公園の敷地内に存在する内陸湖である。海抜は-86メートルで、北アメリカ大陸で最も海抜の低い地点である。西半球で最も海抜の低い地点と間違って紹介される事があるが、西半球で最も海抜の低い地点はアルゼンチンのカルボン湖（-105メートル）である。
バッドウォーターは塩が堆積したバッドウォーター盆地の中に存在し、傍には湧水を源泉とする小さな池がある。かつてバッドウォーター盆地は塩水湖であり、英語で悪い水という意味の bad water が由来となっている。バッドウォーターには、ピックルウィードというサボテンや、バッドウォーター・スネイルというカタツムリ、水生の昆虫が生息している。
バッドウォーターへは、ファーニス・クリークから南へ約27キロメートルの地点にあり、車ではおよそ30分かかる。デスヴァレーの中で最も気温が高い場所の1つである。
バッドウォーターは、バッドウォーター・ウルトラマラソンのスタート地点である。ちなみにバッドウォーター・ウルトラマラソンのゴール地点は、バッドウォーターから約217キロメートル北にあるホイットニー山である。